# Licensspridning
Licensspridning avser problem som uppstår när ett program är sammansatt av delar med olika typ av programvarulicenser.
En programutvecklare som vill använda öppen källkod från olika källor måste ta hänsyn till hur de olika källorna är licensierade. T.ex. kan en källa kräver att ursprunget uppges på visst sätt, medan en annan källa förbjuder att koden distribueras med sådana krav. Dessa båda krav är inte kompatibla, eftersom det ena säger att koden inte får användas kommersiellt och den andra säger att kommersiell användning inte får förhindras.
Ju fler delar med olika licensieringar ett program består av desto större är sannolikheten att de inte är kompatibla. Två licenser, som inte är kompatibla med varandra sägs vara oförenliga.

## Kompatibla licenser
Free Software Foundation (FSF) är en stiftelse som befrämjar och producerar användandet av fri programvara. FSF tillhandahåller GNU General Public License (GPL). De tillhandahåller också en lista med licenser som är kompatibla med GPL.

## Fåfänga licenser
Vanity licenses (sv. ungefär fåfänga licenser) är ett problem som uppstår när en person eller företag skapar sin egen licens utan sakligt skäl. Om det skapas en ny licensform som egentligen inte har någon annan funktion än tidigare existerande licenser så kan den kritiseras för att vara en fåfäng licens.
Problemet med att personer skapar egna licenser för sina egentillverkade program är att det finns risk att det gör det svårt för andra att använda deras program.